# UEFA EURO 2012決勝
UEFA EURO 2012決勝は2012年7月1日（東ヨーロッパ夏時間）にウクライナ・キーウのオリンピスキ・スタジアムで開催された、UEFA EURO 2012の決勝戦である。前回大会優勝のスペインとイタリアが対戦した。スペインは2大会連続、イタリアは2000年以来3大会ぶりの決勝戦進出となった。両者はグループリーグの初戦でも対戦しており、この時は1-1の引き分けに終わっている。なお、今大会優勝チームにはFIFAコンフェデレーションズカップ2013への出場権が与えられる予定だったが、既にスペインは2010 FIFAワールドカップ優勝国としてFIFAコンフェデレーションズカップ2013への出場が決定しているため、イタリアは決勝戦の結果に関わらず出場権を獲得することが決定した。
スペインがイタリアを4-0で破り、UEFA欧州選手権史上初の連覇を達成した。また、「UEFA EURO 2008→2010 FIFAワールドカップ→UEFA EURO 2012」という史上初の主要大会3連覇も達成した。UEFA EURO決勝戦における4点差の勝利は、UEFA欧州選手権1972で西ドイツがソビエト連邦を3-0で下した3点差を上回りUEFA欧州選手権決勝戦史上最大得点差となっている。

## 試合前

### 会場
2007年6月25日にウクライナでUEFAの会合があり、決勝戦の会場がキーウのオリンピスキ・スタジアムに決定した。同会場で行われる閉会式では、今大会のテーマソングであるエンドレス・サマーをオツェアナ自身が歌うことも明らかになった。

### 試合球
公式球には本大会の他の試合と同様タンゴのデザインを踏襲し、ドイツのスポーツ用品会社アディダスによって提供されたタンゴ12が用いられた。

## 決勝までの道程
決勝戦に進出したスペイン、イタリアの両者はグループリーグの初戦で対戦し、1-1の引き分けに終わった。スペインはその後のアイルランド、クロアチア、フランス、ポルトガル戦と全て無失点で決勝戦に進出した。準決勝のポルトガル戦では相手にほぼ同数のシュートを打たれる など苦戦したもののPK戦を制して決勝戦に進出。一方、イタリアは大会前に国内リーグの八百長問題により19人の逮捕者が出ており、八百長に関与した疑いでドメニコ・クリッシトを代表チームから外す必要に迫られ、6月1日に行われた本大会に向けた最後の親善試合のロシア戦では0-3で敗れる など万全の状態で本大会に臨んだとは言いがたく、前評判も低かった。しかし、スペイン、クロアチアに引き分けた後アイルランドに勝利してグループ2位で決勝トーナメントに進出すると、イングランドとの準々決勝をPK戦の末に勝利、準決勝でもドイツをマリオ・バロテッリの2得点により2-1で下して決勝戦に進出した。
| チーム       | 試 | 勝 | 分 | 敗 | 得 | 失 | 差 | 点 |
| ------------ | -- | -- | -- | -- | -- | -- | -- | -- |
| スペイン     | 3  | 2  | 1  | 0  | 6  | 1  | +5 | 7  |
| イタリア     | 3  | 1  | 2  | 0  | 4  | 2  | +2 | 5  |
| クロアチア   | 3  | 1  | 1  | 1  | 4  | 3  | +1 | 4  |
| アイルランド | 3  | 0  | 0  | 3  | 1  | 9  | −8 | 0  |

| チーム       | 試 | 勝 | 分 | 敗 | 得 | 失 | 差 | 点 |
| ------------ | -- | -- | -- | -- | -- | -- | -- | -- |
| スペイン     | 3  | 2  | 1  | 0  | 6  | 1  | +5 | 7  |
| イタリア     | 3  | 1  | 2  | 0  | 4  | 2  | +2 | 5  |
| クロアチア   | 3  | 1  | 1  | 1  | 4  | 3  | +1 | 4  |
| アイルランド | 3  | 0  | 0  | 3  | 1  | 9  | −8 | 0  |

## 試合

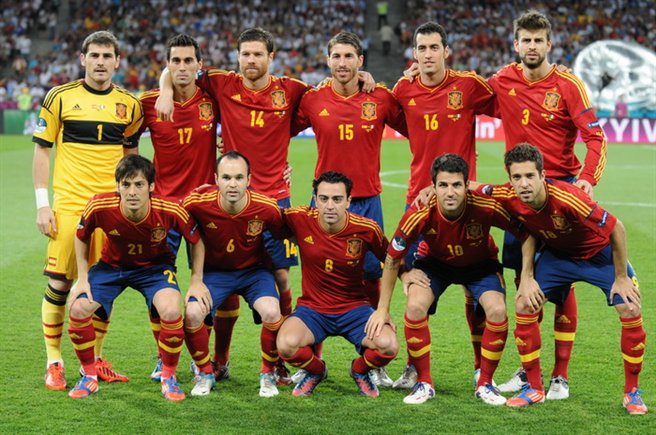
スペイン代表先発メンバー

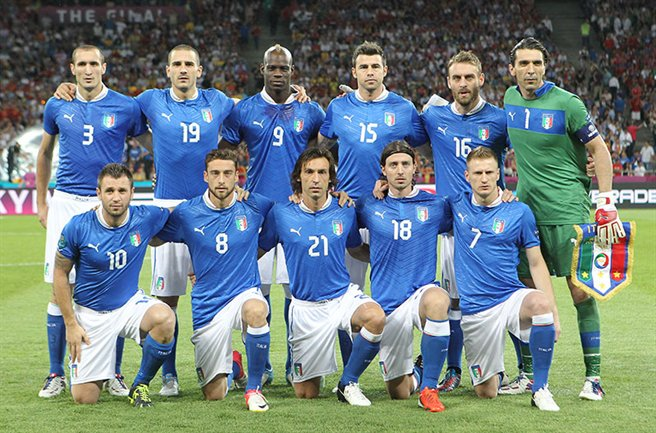
イタリア代表先発メンバー

### 概要
スペインは14分にセスク・ファブレガスが右側ゴールライン付近から折り返したボールをダビド・シルバがヘディングで押し込んで先制、41分にもシャビ・エルナンデスのスルーパスに反応したジョルディ・アルバがGKとの1対1を制して2点目を決める。前半戦を2-0で折り返したスペインは後半もペースダウンすることなく、84分にはシャビ・エルナンデスのスルーパスに反応したフェルナンド・トーレスがGKとの1対1を制して3点目 を、88分には左ゴールポスト付近に抜け出しGKとの1対1の状況を作ったフェルナンド・トーレスがゴール正面にいたフアン・マタにパスを選択、マタが4点目を決め、4-0で勝利した。

### 詳細

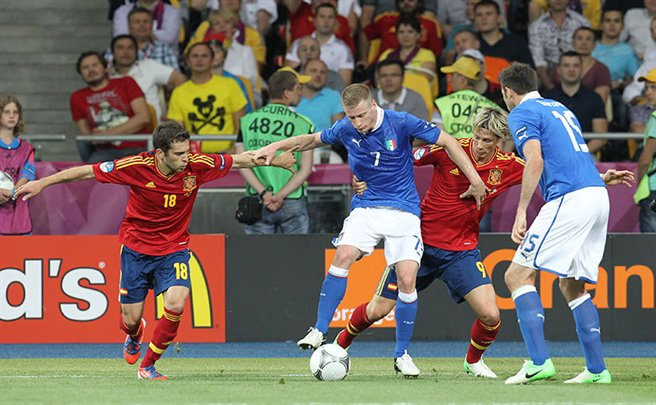
試合の様子

| スペイン                                              | 4 - 0    | イタリア |
| ----------------------------------------------------- | -------- | -------- |
| シルバ 14分 · アルバ 41分 · トーレス 84分 · マタ 88分 | レポート |          |

| スペイン | イタリア |

| スペイン               |    |                          |      |      |
|                        |    |                          |      |      |
| GK                     | 1  | イケル・カシージャス     |      |      |
| RB                     | 17 | アルバロ・アルベロア     |      |      |
| CB                     | 3  | ジェラール・ピケ         | 25分 |      |
| CB                     | 15 | セルヒオ・ラモス         |      |      |
| LB                     | 18 | ジョルディ・アルバ       |      |      |
| DM                     | 16 | セルヒオ・ブスケツ       |      |      |
| CM                     | 8  | シャビ・エルナンデス     |      |      |
| CM                     | 14 | シャビ・アロンソ         |      |      |
| AM                     | 10 | セスク・ファブレガス     |      | 75分 |
| SS                     | 21 | ダビド・シルバ           |      | 59分 |
| SS                     | 6  | アンドレス・イニエスタ   |      | 87分 |
| 控え                   |    |                          |      |      |
| GK                     | 12 | ビクトル・バルデス       |      |      |
| GK                     | 23 | ぺぺ・レイナ             |      |      |
| DF                     | 2  | ラウール・アルビオル     |      |      |
| DF                     | 4  | ハビ・マルティネス       |      |      |
| MF                     | 5  | フアンフラン             |      |      |
| MF                     | 13 | フアン・マタ             |      | 87分 |
| MF                     | 20 | サンティ・カソルラ       |      |      |
| FW                     | 7  | ペドロ・ロドリゲス       |      | 59分 |
| FW                     | 9  | フェルナンド・トーレス   |      | 75分 |
| FW                     | 11 | アルバロ・ネグレド       |      |      |
| FW                     | 19 | フェルナンド・ジョレンテ |      |      |
| FW                     | 22 | ヘスス・ナバス           |      |      |
| 監督                   |    |                          |      |      |
| ビセンテ・デル・ボスケ |    |                          |      |      |

| イタリア                 |    |                                |      |      |
|                          |    |                                |      |      |
| GK                       | 1  | ジャンルイジ・ブッフォン       |      |      |
| RB                       | 7  | イニャツィオ・アバーテ         |      |      |
| CB                       | 15 | アンドレア・バルツァッリ       | 45分 |      |
| CB                       | 19 | レオナルド・ボヌッチ           |      |      |
| LB                       | 3  | ジョルジョ・キエッリーニ       |      | 21分 |
| DM                       | 21 | アンドレア・ピルロ             |      |      |
| RM                       | 8  | クラウディオ・マルキジオ       |      |      |
| AM                       | 18 | リッカルド・モントリーヴォ     |      | 57分 |
| LM                       | 16 | ダニエレ・デ・ロッシ           |      |      |
| CF                       | 9  | マリオ・バロテッリ             |      |      |
| CF                       | 10 | アントニオ・カッサーノ         |      | 46分 |
| 控え                     |    |                                |      |      |
| GK                       | 12 | サルヴァトーレ・シリグ         |      |      |
| GK                       | 14 | モルガン・デ・サンクティス     |      |      |
| DF                       | 2  | クリスティアン・マッジョ       |      |      |
| DF                       | 4  | アンジェロ・オグボンナ         |      |      |
| DF                       | 6  | フェデリコ・バルザレッティ     |      | 21分 |
| MF                       | 5  | ティアゴ・モッタ               |      | 57分 |
| MF                       | 13 | エマヌエレ・ジャッケリーニ     |      |      |
| MF                       | 20 | セバスティアン・ジョビンコ     |      |      |
| MF                       | 23 | アントニオ・ノチェリーノ       |      |      |
| FW                       | 11 | アントニオ・ディ・ナターレ     |      | 46分 |
| FW                       | 17 | ファビオ・ボリーニ             |      |      |
| FW                       | 22 | アレッサンドロ・ディアマンティ |      |      |
| 監督                     |    |                                |      |      |
| チェーザレ・プランデッリ |    |                                |      |      |

| カールスバーグマン・オブ・ザ・マッチ アンドレス・イニエスタ カストロールEDGEインデックス最多ポイント セルヒオ・ラモス 審判団 副審 ベルティーノ・クーニャ・ミランダ リカルド・ジョルジ・フェレイラ・サントス 第4審判 ジュネイト・チャクル 追加副審 マヌエル・ジョルジ・ネベス・モレイラ・デ・ソウザ ドゥアルテ・ヌーノ・ペレイラ・ゴメス 予備副審 バハティン･ドゥラン |

### データ
|                | スペイン | イタリア |
| -------------- | -------- | -------- |
| 得点           | 2        | 0        |
| シュート       | 8        | 8        |
| 枠内シュート   | 5        | 5        |
| ボール支配率   | 48%      | 52％     |
| コーナーキック | 1        | 3        |
| ファール       | 6        | 4        |
| オフサイド     | 1        | 0        |
| イエローカード | 1        | 1        |
| レッドカード   | 0        | 0        |

|                | スペイン | イタリア |
| -------------- | -------- | -------- |
| 得点           | 2        | 0        |
| シュート       | 6        | 3        |
| 枠内シュート   | 4        | 1        |
| ボール支配率   | 57%      | 43%      |
| コーナーキック | 2        | 0        |
| ファール       | 11       | 6        |
| オフサイド     | 2        | 3        |
| イエローカード | 0        | 0        |
| レッドカード   | 0        | 0        |

|                | スペイン | イタリア |
| -------------- | -------- | -------- |
| 得点           | 4        | 0        |
| シュート       | 14       | 11       |
| 枠内シュート   | 9        | 6        |
| ボール支配率   | 52%      | 48%      |
| コーナーキック | 3        | 3        |
| ファール       | 17       | 10       |
| オフサイド     | 3        | 3        |
| イエローカード | 1        | 1        |
| レッドカード   | 0        | 0        |

## 試合後

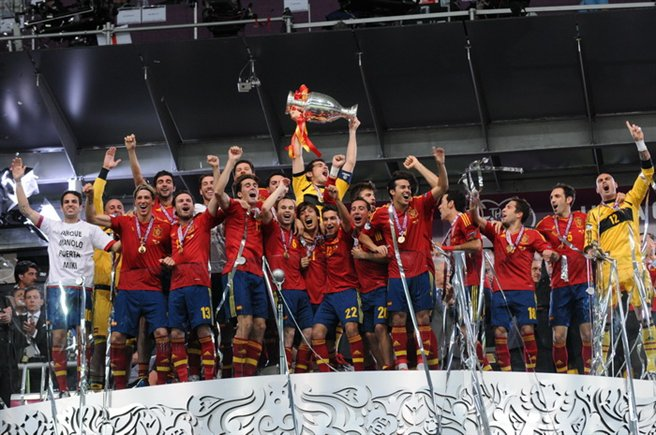
スペイン代表がカップを掲げる様子

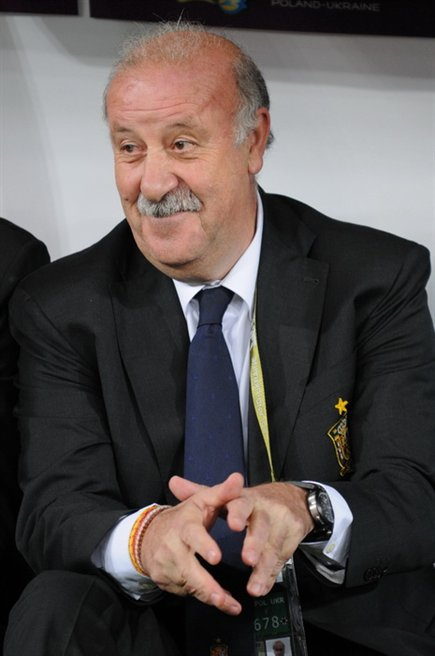
デル・ボスケ監督

### トロフィー授与
UEFA会長のミシェル・プラティニよりスペイン代表キャプテンのイケル・カシージャスに対してアンリ・ドロネー杯が手渡され、カップを掲げた。この優勝により、ビセンテ・デル・ボスケはUEFA欧州選手権1972と1974 FIFAワールドカップを制したヘルムート・シェーンに続き、UEFA欧州選手権とFIFAワールドカップを連続で制した二人目の監督となった。また、UEFAチャンピオンズリーグ、UEFA欧州選手権、FIFAワールドカップのタイトルを全て制した史上初の監督となった。

### 試合後の監督の弁

#### ビセンテ・デル・ボスケ
- 試合内容について
我々はいいサッカーをし、先制点を奪った。イタリアも反撃に出たが、我々はうまく対処して2点目を奪うことができた[22]。今回の優勝は歴史的な快挙だが、来るFIFAワールドカップブラジル大会の予選に目を向けていかなければならない[22]。また、欧州代表として挑戦するFIFAコンフェデレーションズカップ2013でも良い成績を残したい[22]。
- 対戦相手について
イタリアは素晴らしい試合をして大会を勝ち上がってきたが、決勝戦ではティアゴ・モッタが途中交代で3人目の選手として入った直後に負傷退場してしまい、試合はそこで実質的に終わってしまった[22]。我々は素晴らしい試合をしたが、イタリアが力量不足だったわけではない。運に恵まれなかっただけだ。今夜は全てが我々にとって良い方向へ転んでくれた。イタリアは1人少なく、休みも1日少なかった。最後まで戦っていたが、試合の流れは引き寄せられなかった[22]。

#### チェーザレ・プランデッリ
- 試合内容について
唯一悔やまれるのは、あまりにも疲れていたことだ。世界王者であり偉大なチームであるスペインに対して、10人になったところで試合は終わってしまった[22]。後半開始後に何度かチャンスをつくったが、生かせなかった。そしてティアゴ・モッタが負傷したところで我々は力尽きた。攻撃に出ると、守備でカバーに戻るのが難しくなっていた[22]。
- 対戦相手について
スペインのようなチームと対戦する場合、ベストの状態で激しく守備をする必要があるが、今夜はそういう状態ではなかった[22]。スペインは称賛すべきチームだ。彼らは今夜、新たな歴史をつくり、それにふさわしいサッカーをした[22]。